# Michele Bruno
Michele Bruno (1941-2016) fue una drag queen y peluquera sudafricana. Bruno vivía en Johannesburgo y llegó a actuar como drag en los años 1960. Fue la primera Miss Gay Sudáfrica en 1969.

## Biografía
Bruno nació en 1941 y sus padres eran inmigrantes italianos en Sudáfrica. En 1960, Bruno actuaba como drag queen, aunque su trabajo diario era trabajar como peluquero en Johannesburgo. Bruno usaba pronombres masculinos y fue considerado "variante de género".
En 1960, Bruno participó en el primer espectáculo drag comercial en el Jewish Guild Theatre. Bruno recibió cierta infamia después de ser arrestado por "hacerse pasar por mujer" en la redada de Forest Town de 1966. El nombre de Bruno, junto con el de otros asistentes, fue impreso en el periódico. En 1969, Bruno fue nombrado la primera Miss Gay Sudáfrica.
Bruno continuó trabajando como peluquero hasta su muerte en 2016. Fue uno de los temas de una exposición en el Museo África, "Joburg Tracks".
Una historia oral de 1997 de Bruno y un archivo de materiales guardados por Bruno son parte de la colección de la Memoria de Gays y Lesbianas en Acción (GALA).